# هلا، ایسلند
هلا (به لاتین: Hella) یک شهرک در ایسلند است که در منطقه جنوبی ایسلند واقع شده‌است.

## خصوصیات
هلا ۷۸۱ نفر جمعیت دارد.